# Высоковский сельсовет (Витебская область)
Высоковский сельсовет — административная единица на территории Оршанского района Витебской области Беларуси.

## Состав
Высоковский сельсовет включает 23 населённых пункта:
- Барсуки — деревня.
- Большое Бабино — деревня.
- Высокое — агрогородок.
- Высокое — посёлок.
- Гришаны — деревня.
- Девино — деревня.
- Замосточье — деревня.
- Иваньково — деревня.
- Клюковка — деревня.
- Купелка — деревня.
- Людковщина — деревня.
- Малое Бабино — деревня.
- Обухово — деревня.
- Писарщина — деревня.
- Сармацк — деревня.
- Седричино — деревня.
- Селекто — деревня.
- Селище — деревня.
- Симохи — деревня.
- Софиевка — деревня.
- Усы — деревня.
- Хлусово — сельский населённый пункт.
- Чепелино — деревня.

Упразднённые населенные пункты на территории сельсовета: деревни Веретея, Ивашково, Колотовки, Коробищи, Краснобель, Рагозино, Холмы.